# Мавзолей Аппака Ходжи

Мавзолей Абаха Ходжи

Мавзолей Абах Ходжа (уйг. آفاق خواجه مزار, Apakh Khoja Mazar; кит. 阿帕克霍加) находится в Кашгаре, в КНР.
Мавзолей Абах Ходжи считается главной мусульманской святыней уйгуров и Синьцзяна. Находится в северо-восточном предместье Айзирет (Ayziret) (по китайски — Хаохан (浩罕村))), приблизительно в 5 км от центра города Кашгара.
Построенный около 1640 года, первоначально как могила отца Абаха (Аппака), Мухаммеда Юсуфа, облицованный цветными изразцами мавзолей содержит могилы пяти поколений семьи Афаки, включая знаменитую Ипархан. Позже там же был похоронен и более известный сын и преемник Мухаммада Юсуфа Аппак Ходжа. Все это говорит о том, что выложенный плиткой мавзолей содержит могилы пяти поколений семьи Аппак, обеспечивая места отдыха для 72 ее членов.
Памятник также известен как гробница благоухающей наложницы, так как это место захоронения одного из потомков Аппака Ходжи, Ипархан, которая считается легендарной благоухающей наложницей. Она была женой предводителя разбойников, который попал в плен к войскам императора Цяньлуна и был доставлен в Пекин, чтобы стать императорской наложницей императора. Отказавшись служить ему, в уйгурской сказке говорилось, что она была вынуждена покончить с собой или была убита матерью императора.

## Описание
Мавзолей является, пожалуй, лучшим образцом исламской архитектуры в Синьцзяне. Большой купол высотой 56 футов (17 м) находится в центре, окруженный четырьмя угловыми минаретами с полосами и арабесковыми цветочными узорами. Каждое из окон минаретов выполнено в различном геометрическом узоре, а верхушки имеют башенки с перевернутым куполом лотоса и зубчатыми краями. Вход в мавзолей представляет собой величественный фасад и облицованный плиткой айван-нишевый стиль, характерный для среднеазиатских мечетей.
Гробницы украшены голубыми глазурованными плитками и задрапированы разноцветными шелками. Внутри усыпальницы находится гробница Ипархан, которая предположительно привезла ее из Пекина.
Здесь есть мавзолей, четыре молитвенных зала, которые опираются на деревянные балки с мукарнами на капителях, лекционный зал и кладбище, которое до сих пор используется уйгурским населением и имеет характерные глинобитные и кирпичные могилы. Ворота также имеют голубую глазурованную плитку, а во дворе есть пруд, который люди могут очистить перед входом.

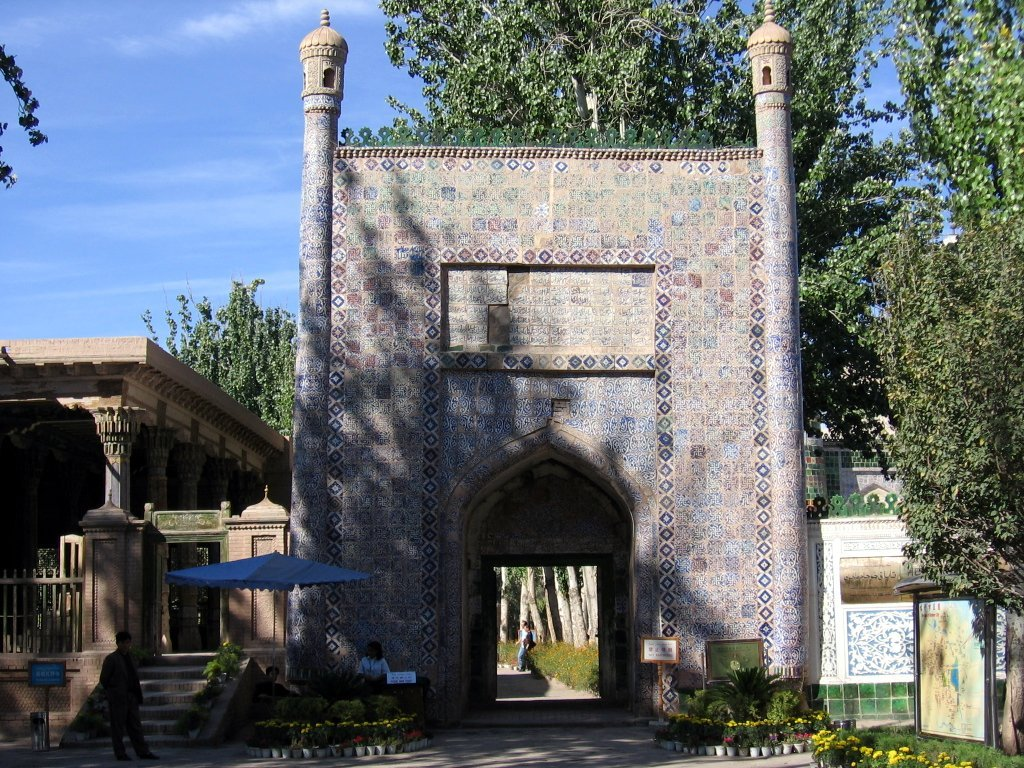
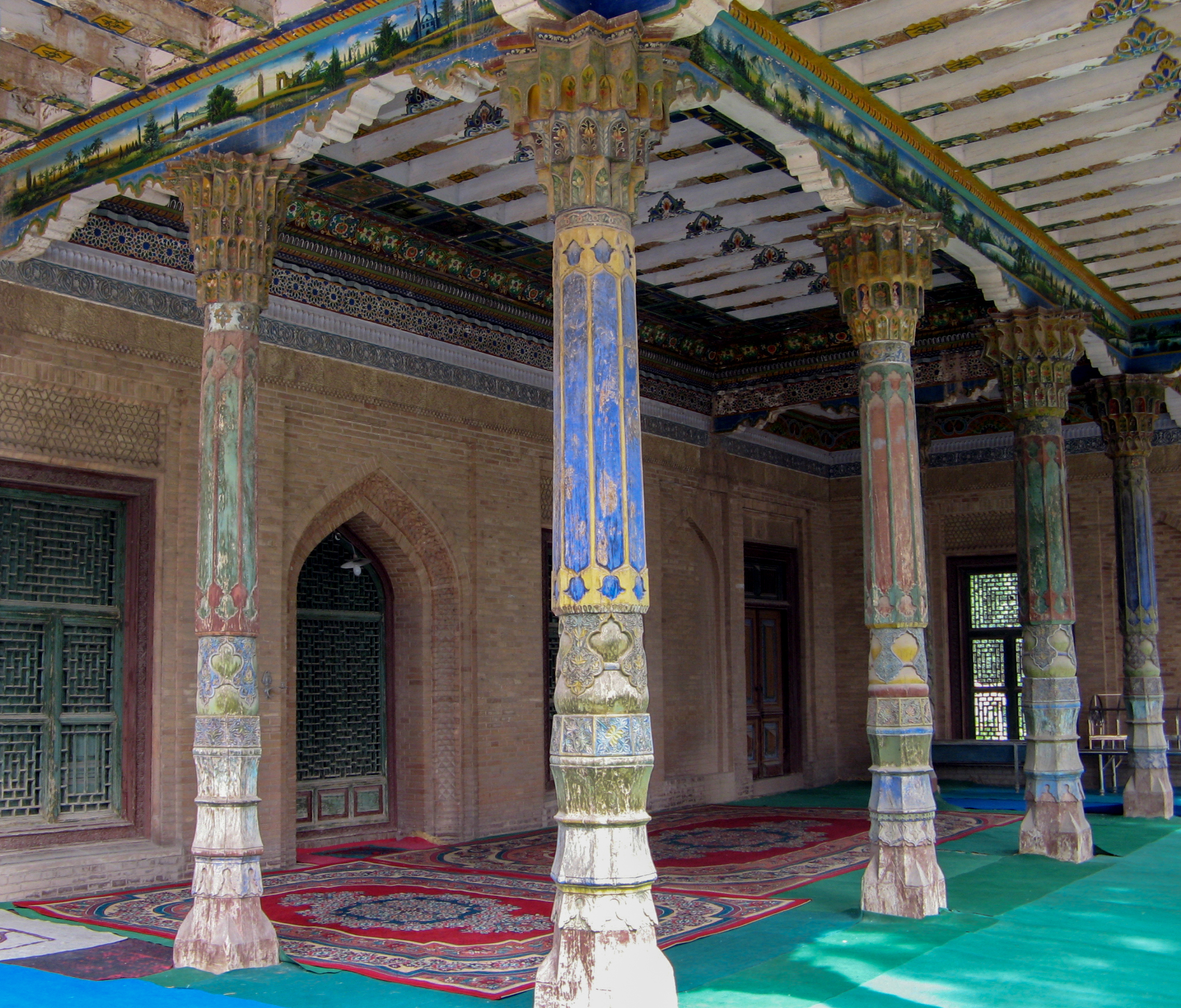
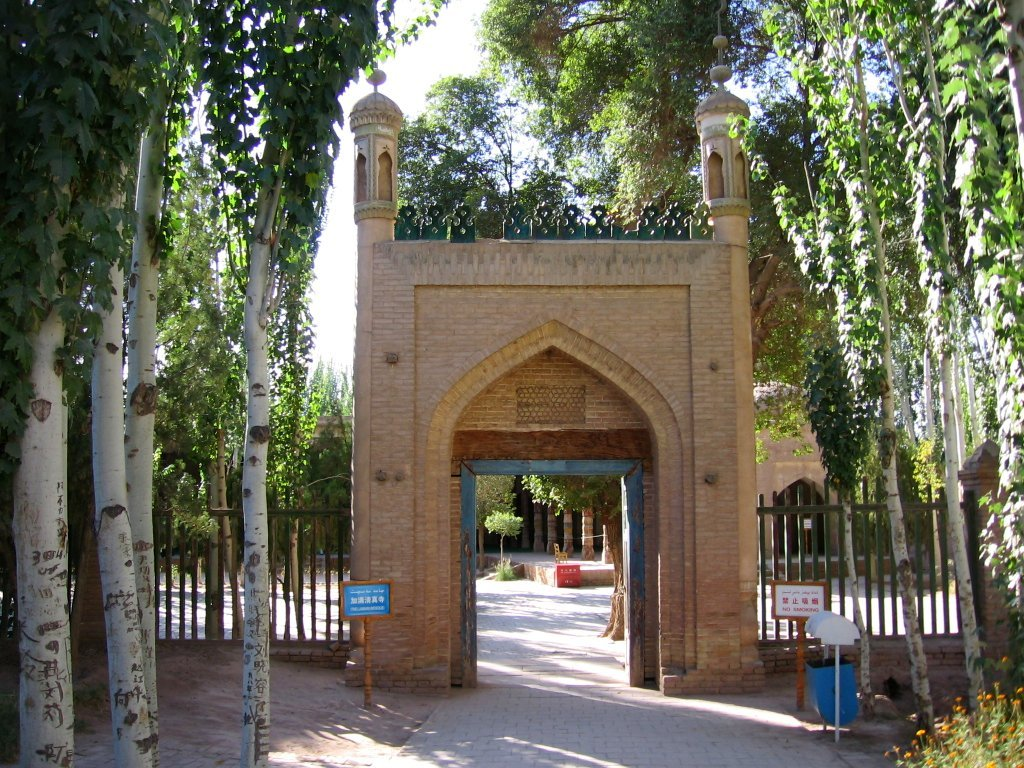
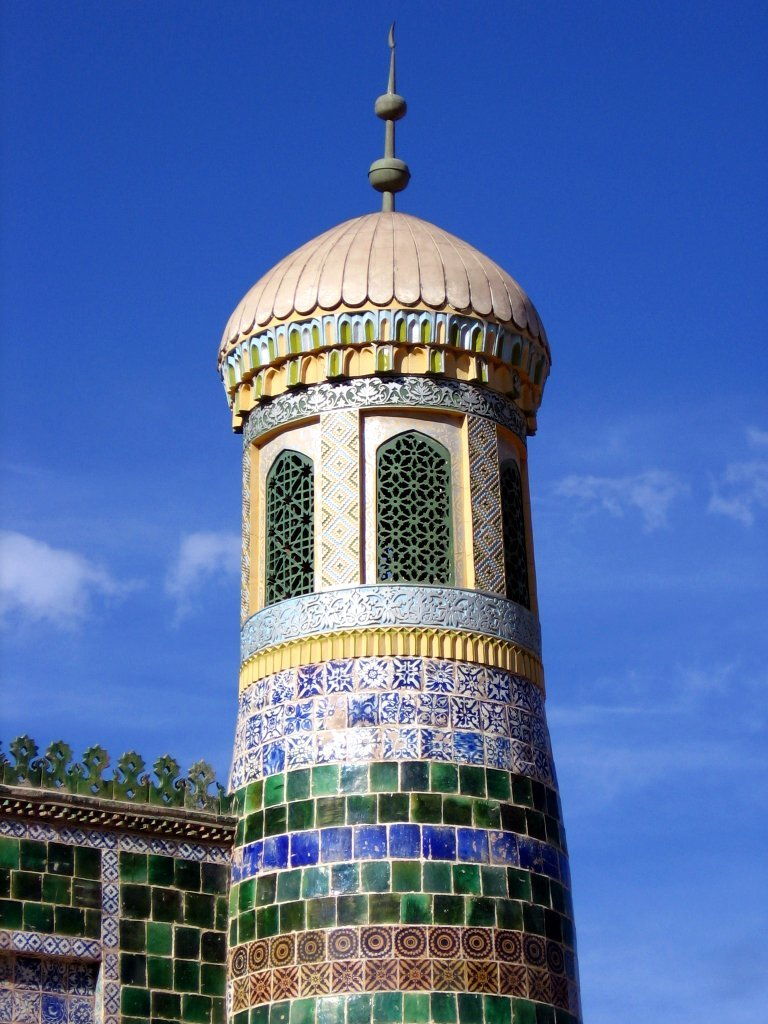